# Zebín
Zebín je přírodní památka a zároveň výrazný kuželovitý neovulkanický kopec (399 m n. m.) vytvořený z komínové brekcie, vypreparované z křídových slínovců. Tato čedičová kupa se nachází v Jičínské kotlině asi půl kilometru západně od Valdic a přibližně 2 km severovýchodně od Jičína (na jeho katastrálním území). Na jejím vrcholku stojí barokní stavba nyní ekumenické kaple sv. Maří Magdaleny z roku 1700.

## Důvod vyhlášení
Ve vyhlášce ONV v Jičíně z roku 1980 je jako důvod zařazení Zebína mezi chráněné přírodní výtvory uvedena ochrana čedičové dominanty s výskytem teplomilné květeny. V pozdější vyhlášce z roku 1999 je účel vyhlášení přírodní památky specifikován ve smyslu ochrany čedičové kupy s uzavřenými bloky porcelanitu se zbytkem původního lesního společenstva s výskytem jilmu.

## Geologie
Zebín je erozní relikt tufového kužele, který vznikl freatomagmatickou erupcí při kontaktu vystupujícího magmatu s povrchovou vodou. Pyroklastika jsou proniknuta žilou kompaktního bazanitu s hojnými xenolity pláště.
Rozsáhlý křídový podstavec je na severním svahu porušen sesuvy. Na příkrých svazích porostlých travinnou vegetací jsou místy malé vulkanitové skalky a výchozy. Na západním svahu je opuštěný kamenolom. Vrch je nezalesněný.

## Geomorfologické zařazení

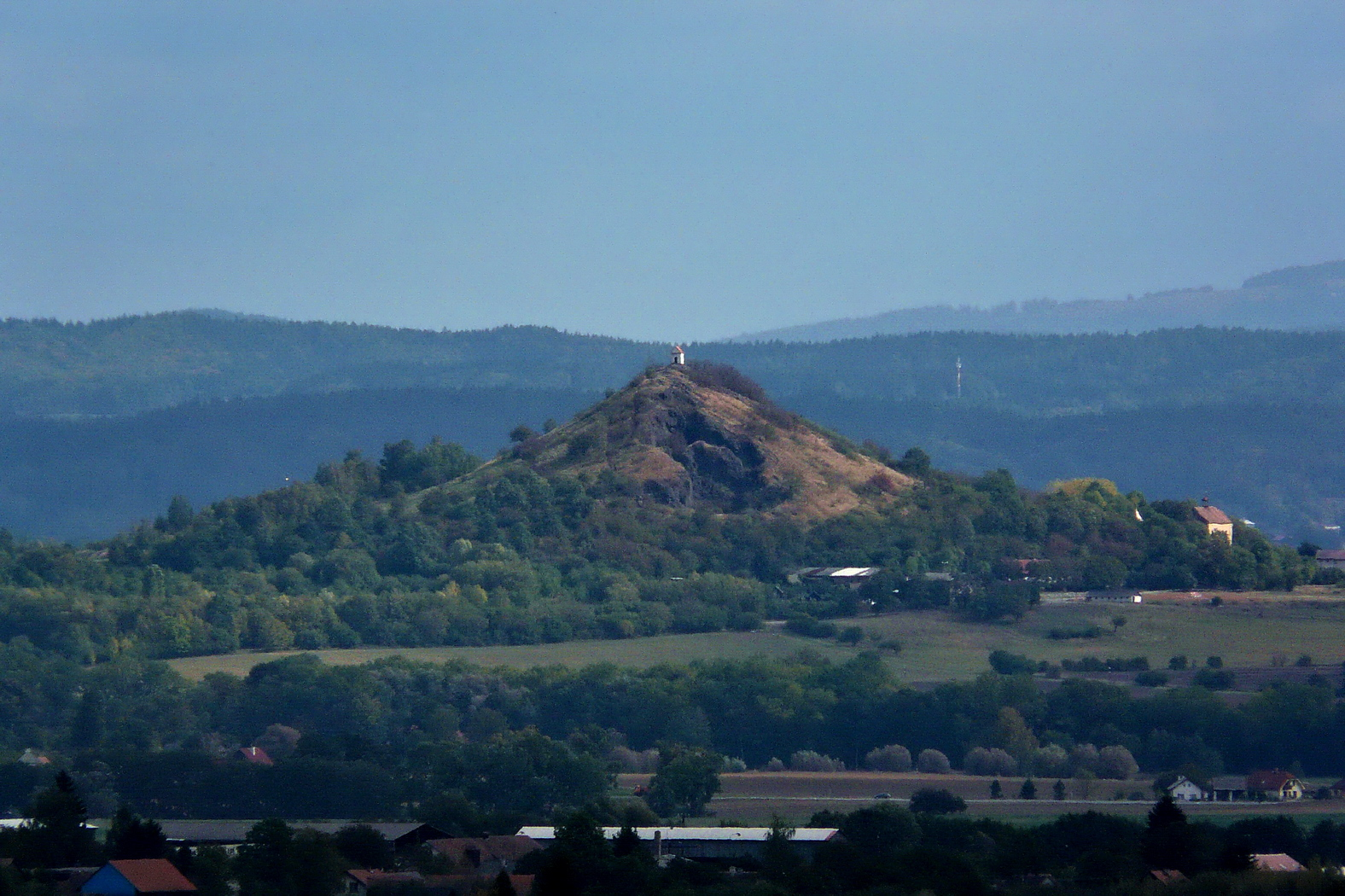
Pohled na vrch Zebín z vrchu Houser

Zebín geomorfologicky spadá do celku Jičínská pahorkatina, podcelku Turnovská pahorkatina, okrsku Jičínská kotlina a podokrsku Úlibická tabule, konkrétně do její Zebínské části.

## Květena
Svahy kopce byly původně pokryty rostlinami a dřevinami typickými pro dubohabřinu. Hospodářská činnost zde zapříčinila rozvoj suchých a polostepních porostů. Hospodaření bylo ukončeno přibližně kolem roku 1970, následkem čehož svahy zarůstají hlohem, ostružiním a růžemi. V posledních letech zažívá Zebín invazi akátu] a zplanělé třešně. Tyto agresivní dřeviny nyní vytlačují původní jilm horský. Na obnažených skalkách vrcholu roste typická květena: hadinec obecný, rozchodník ostrý, rozchodník šestiřadý, sleziník červený, tařice kališní, mochna jarní a sveřep střešní. V oblasti bylo nalezeno 188 druhů vyšších rostlin, z nichž tři druhy se nacházejí v Červeném seznamu. Větší část svahů Zebína je porostlá starými třešněmi a ojedinělými ořešáky. Mezi travami převládá válečka prapořitá. Rostou zde květiny bělotrn kulatohlavý, šalvěj luční, jetel rolní, divizna velkokvětá, violka lesní, pupava bezlodyžná, pcháč bezlodyžný, oman britský a smělek jehlancový.

## Zvířena
Na Zebíně bylo pozorováno 47 druhů obratlovců. Ještěrka obecná je jediným zde žijícím plazem. V oblasti žije 43 druhů ptáků, z nichž někteří zde i hnízdí. Mezi vzácnější patří bramborníček hnědý, cvrčilka říční a cvrčilka zelená, konipas bílý a konipas luční, koroptev polní, pěnice pokřovní, poštolka obecná, puštík obecný a ťuhýk obecný. V roce 1942 zde byl spatřen druh vzácného teplomilného mravence Tapinoma erraticum. Na jaře zde lze vidět dlouhososku velkou a otakárka fenyklového.

## Historie
Na vrcholku Zebína byla postavena kolem roku 1700 barokní Kaple svaté Máří Magdaleny a na jižním úpatí kopce stojí raně barokní bezvěžový kostel Všech svatých s dřevěnou zvonicí a přilehlým hřbitovem jako pozůstatek po zaniklé vesnici Zebín.

## Přístup
Nejbližší dostupnost automobilem je do jičínské místní části Sedličky (poblíž je zastávka železniční tratě Hradec Králové – Turnov) a Valdic. Z Valdic vede modrá  turistická značka přes jižní úpatí Zebína (kolem kostela Všech svatých) dále na Jičín.